# Paralimosina biloba
Paralimosina biloba är en tvåvingeart som beskrevs av Hayashi 1994. Paralimosina biloba ingår i släktet Paralimosina och familjen hoppflugor.
Artens utbredningsområde är Nepal. Inga underarter finns listade i Catalogue of Life.